# Björn Netz
Björn Einar Netz, född 14 oktober 1938 i Matteus församling, Stockholm, död 22 april 2010 i S:t Görans församling, Stockholm, var en svensk psykolog och jazzmusiker (främst tenorsaxofonist). 

## Biografi
Netz växte upp i Bromma, och tog under skolgången saxofonlektioner. Från 1960-talets början ingick han i pianisten Staffan Abeleens kvintett, där kornettisten Lars Färnlöf var en tongivande kompositör och solist. Parallellt med sin musikerkarriär studerade Netz vid Stockholms högskola, där han tog en fil. kand.-examen med psykologi som huvudämne. Därefter anställdes han vid samma lärosäte som docent, och arbetade även som psykolog på Beckomberga sjukhus i Stockholm.
Under andra halvan av 1960-talet var Netz verksam vid Militärpsykologiska institutet som forskarstuderande och biträdande militärpsykolog, där han genomförde experiment med LSD inom ramen för det så kallade projekt E 012. Han var även knuten till avdelningen för fysiologisk psykologi vid Psykologiska institutionen vid Stockholms universitet.
Vid denna tid befarade man att LSD i krigstid skulle kunna användas som psykokemiskt stridsmedel mot svenska soldater, men kunskapen om LSD och dess effekter var i svenska medicinska och psykologiska kretsar mycket låg. Netz experiment var några av de första i Sverige, och resultaten från dem publicerades i öppna rapporter. I en av dessa rapporter, från 1968, refererar Netz tidstypiskt till positiva erfarenheter av egen experimentell LSD-användning vid tre tillfällen.

## Tidningsartiklar av/med/om Netz
- Björn Netz: Dagen Nyheter den 12 oktober 1967: Om LSD och Cannabis
- Örebro-Kuriren, 1967-05-08: LSD-25 mest omskrivna drogen - måste prövas på försökspersoner
- Svenska Dagladet, 1967-07-15: Teologtest påvisar religiös upplevelse under LSD
- Johan Zotterman, Svenska Dagbladet den 25 februari 1967: LSD-forskning kan stoppa USA-smitta

## Böcker
- Bjön Netz & Magnus Kihlbom: "Narkotika - Handbok för skolan", kapitel 6: LSD-25 - En introducerande översikt

## Forskningsrapporter
- Björn Netz: MPI 16: Lysergsyre dietylamid (LSD-25) och suggestibilitet. Del I: Analys av tidigare litteratur
- Björn Netz & Per-Olov Engstam: MPI 17: Lysergsyre dietylamid (LSD-25) och suggestibilitet. Del II: Effekter av en tröskeldos LSD-25 på hypnotiserbarhet
- Björn Netz: MPI-18: Lysergsyre Diethylamid (LSD-25) och intellektuella funktioner. Del I: Analys av tidigare litteratur
- Björn Netz, Sten Mårtens & Anders Sundwall: MPI-19: Lysergsyre Diethylamid (LSD-25) och intellektuella funktioner. Del II: Effekter av en låg dos LSD-25 på intellektuella funktioner, hypnotisk suggestibilitet och sympato-adrenomedullär aktivitet. En pilotstudie.
- Björn Netz: MPI 58: Psykokemiska substanser: Effekter implikationer och applikationer, en introducerande överiskt över Hallucinogener - Psykotomimetika - Psykedelika.